# Dimetylamin
Dimetylamin är en organisk förening med formeln (CH3)2NH. Denna sekundära amin är en färglös brandfarlig gas med en lukt som påminner om ammoniak eller fisk. Dimetylamin används oftast som vattenlösning med en koncentration på upp mot 40%. 270000 ton dimetylamin beräknas ha tillverkats under 2005.

## Struktur
Molekylen består av en kväveatom med två metylgrupper och en proton som substituenter.

## Kemiska egenskaper
Dimetylamin är en bas och syrakonstanten av ammoniumsaltet CH3-NH2+-CH3 är 10,73, ett värde som är högre än det för metylamin (10,64) och det för trimetylamin (9,79). Dimetylamin reagerar med syror och bildar salter, så som dimetylaminhydroklorid, en luktlös vit solid med en smältpunkt på 171,5 °C. Dimetylamin självantänder vid 400 °C

## Tillverkning
Dimetylamin tillverkas genom en katalytisk reaktion mellan metanol och ammoniak vid hög temperatur och högt tryck:
{\displaystyle {\rm {2\ CH_{3}OH+NH_{3}\rightarrow (CH_{3})_{2}NH+2\ H_{2}O}}}

## Användningsområden
Dimetylamin är en reaktant för flera industriellt viktiga föreningar:
- Dimetylamin reagerar med koldisulfid för att bilda dimetylditiokarbamat, en reaktant till en familj av ämnen som används för vulkning av gummi.

- Lösningsmedlen dimetylmetanamid och dimetyletanamid härstammar från dimetylamin.

- Dimetylamin används som råmaterial för många agrikemikalier och läkemedel, så som dimefox respektive difenhydraminhydroklorid.

- Det kemiska vapnet tabun härstammar från dimetylamin.

- Surfaktanten lauryldimetylaminoxid återfinns i tvål och andra rengöringsmedel.

- 1,1-dimetylhydrazin, ett raketbränsle, tillverkas av dimetylamin.

## Biokemi
Den tyska kackerlackan (Blattella germanica) använder dimetylamin som ett feromon för kommunikation.
Dimetylamin undergår nitrosation tillsammans med svaga syror för att bilda dimetylnitrosamin. Detta djurcarcinogen har upptäckts och kvantifierats i prover av människourin och kan även uppstå från nitrosation av dimetylamin av kväveoxider i surt regn i högt industrialiserade länder.  